# أيدان دانيلز
أيدان دانيلز هو لاعب كرة قدم كندي، ولد في 6 سبتمبر 1998 في ماركام في كندا. شارك مع منتخب كندا تحت 17 سنة لكرة القدم. أما مع النوادي، فقد لعب مع Toronto FC II ‏.

## وصلات خارجية
- أيدان دانيلز على موقع الدوري الأمريكي (الإنجليزية)
- أيدان دانيلز على موقع قاعدة بيانات كرة القدم.إي يو (الإنجليزية)
- أيدان دانيلز على موقع Soccerway.com (الإنجليزية)